# Mauro Valiente
Mauro Abrahán Valiente (Luque, Argentina; 26 de enero de 2000) es un futbolista argentino que se desempeña como delantero en Estudiantes de Río Cuarto.

## Trayectoria

### Talleres de Córdoba
Mauro llegó a Talleres en el año 2013 a la edad de 13 años para probarse en la institución. Se formó futbolísticamente en el club y fue citado para entrenar con la Selección Argentina Sub-19. Consiguió el tan ansiado debut en el primer equipo de Talleres el 9 de septiembre de 2018, a la edad de 18 años; en un partido amistoso frente a River Plate, anotó el último tanto para cerrar la victoria de Talleres 3 a 1 sobre River.
Entre 2019 y 2020 jugó en Rentistas, donde debutó oficialmente y fue campeón obteniendo su primer título, y desde 2021 lo hace en Alvarado, siempre a préstamo desde Talleres.

### Estudiantes de Río Cuarto
Se incorporó en enero de 2023 al Club Estudiantes de Río Cuarto para disputar la Primera Nacional.

## Clubes
| Club                                 | País      | Año         |
| ------------------------------------ | --------- | ----------- |
| Talleres                             | Argentina | 2017 - 2019 |
| Rentistas (préstamo)                 | Uruguay   | 2019 - 2020 |
| Alvarado (préstamo)                  | Argentina | 2021 - 2023 |
| Estudiantes de Río Cuarto (préstamo) | Argentina | 2023 - Act. |